# Montgomery County (Virginie)
Montgomery County je okres amerického státu Virginie založený v roce 1772. Hlavním městem je Christiansburg. Pojmenovaný je podle generála Kontinentální armády Richarda Montgomeryho (1738–1775).

## Sousední okresy
| Růžice kompasu | Giles County   | Craig County      |                | Růžice kompasu |
| Růžice kompasu | Pulaski County | Sever             | Roanoke County | Růžice kompasu |
| Růžice kompasu | Pulaski County | Montgomery County | Roanoke County | Růžice kompasu |
| Růžice kompasu | Pulaski County | Jih               | Roanoke County | Růžice kompasu |
| Růžice kompasu | Floyd County   |                   |                | Růžice kompasu |